# Primera División de Bolivia 2013-14
La Temporada 2013-14 de Primera División de Bolivia fue la 37.ma edición de la Liga del Fútbol Profesional Boliviano. Se dividió en 2 campeonatos oficiales: Apertura en 2013 y Clausura en 2014, ambos bajo el sistema "Todos contra todos".

## Formato
La Temporada 2013-14 de la Primera División se compuso de dos torneos, el Apertura y el Clausura, con el siguiente formato:
El Torneo Apertura 2013, por motivos de patrocinio Copa Tigo Apertura, fue el primer torneo de la temporada, se disputó bajo el sistema todos contra todos. El campeón del torneo clasificó a la Copa Libertadores 2014 como Bolivia 2, los tres siguientes lugares clasificaron a la Copa Sudamericana 2014. 
El Torneo Clausura 2014, Copa Tigo Clausura fue el segundo torneo de la temporada, se disputó también bajo el sistema todos contra todos. En este torneo se entregaron los 7 premios del año 2015. El campeón del torneo clasificó a la Copa Libertadores 2015 como Bolivia 1, el subcampeón clasificó a la Copa Libertadores 2015 como Bolivia 2 y el tercero como Bolivia 3. Del cuarto al séptimo lugar clasificaron a la Copa Sudamericana 2015 como Bolivia 1, 2, 3 y 4 respectivamente.
La distribución de premios en este torneo se realizó de esta forma con el objetivo de que a partir de la Temporada 2014-15, solo los campeones de ambos torneos clasifiquen directamente a la Copa Libertadores, entretanto que el resto de los premios sean distribuidos a partir de una Tabla Acumulada de toda la temporada.

## Equipos y Estadios
| Posición | Equipos ascendidos del Nacional B 2012-13 |
| -------- | ----------------------------------------- |
| 1º       | Guabirá                                   |
| 2º       | Sport Boys                                |

| Posición | Equipos descendidos en el Torneo 2012/13 |
| -------- | ---------------------------------------- |
| 11º      | Petrolero                                |
| 12º      | La Paz FC                                |

El número de equipos para la temporada 2013-14 sigue siendo el mismo que la temporada anterior. 10 equipos son representados por Clubes o Entidades Deportivas, 1 equipo es representado por la Universidad Mayor Real y Pontificia San Francisco Xavier de Chuquisaca y 1 equipo es representado por una Sociedad de Responsabilidad Limitada.
La Paz FC que terminó último en la tabla del descenso 2012-13 fue relegado a la Segunda División (Nacional B) luego de permanecer por 10 temporadas en Primera División, también descendió Petrolero de Yacuiba al ser vencido en los partidos por Ascenso-Descenso Indirecto. Fueron reemplazados por el campeón del Nacional B 2012/13; Guabirá, que retorna a la Liga tras estar ausente la temporada anterior y Sport Boys Warnes que disputa por primera vez la LFPB.

### Cupos por departamento
| Departamento | Cantidad | Equipo            |
| ------------ | -------- | ----------------- |
| Santa Cruz   | 4        | Oriente Petrolero |
| Santa Cruz   | 4        | Blooming          |
| Santa Cruz   | 4        | Guabirá           |
| Santa Cruz   | 4        | Sport Boys        |
| Cochabamba   | 2        | Aurora            |
| Cochabamba   | 2        | Wilstermann       |
| La Paz       | 2        | The Strongest     |
| La Paz       | 2        | Bolívar           |
| Potosí       | 2        | Real Potosí       |
| Potosí       | 2        | Nacional Potosí   |
| Chuquisaca   | 1        | Universitario     |
| Oruro        | 1        | San José          |

## Torneo Apertura

### Tabla de posiciones
|                   | Pos. | Equipos           | PJ | PG | PE | PP | GF | GC | Dif. | Pts. |
| ----------------- | ---- | ----------------- | -- | -- | -- | -- | -- | -- | ---- | ---- |
|                   | 1.   | The Strongest (C) | 22 | 14 | 3  | 5  | 47 | 27 | 20   | 45   |
|                   | 2.   | Bolívar           | 22 | 13 | 4  | 5  | 50 | 21 | 29   | 43   |
|                   | 3.   | San José          | 22 | 11 | 6  | 5  | 44 | 32 | 12   | 39   |
| Copa Sudamericana | 4.   | Wilstermann       | 22 | 9  | 7  | 6  | 43 | 38 | 5    | 34   |
| Copa Sudamericana | 5.   | Nacional Potosí   | 22 | 9  | 5  | 8  | 20 | 25 | -5   | 32   |
| Copa Sudamericana | 6.   | Universitario     | 22 | 8  | 5  | 9  | 36 | 34 | 2    | 29   |
|                   | 7.   | Real Potosí       | 22 | 8  | 4  | 10 | 33 | 33 | 0    | 28   |
|                   | 8.   | Oriente Petrolero | 22 | 7  | 6  | 9  | 25 | 40 | -15  | 27   |
|                   | 9.   | Blooming          | 22 | 7  | 4  | 11 | 21 | 36 | -15  | 25   |
|                   | 10.  | Sport Boys        | 22 | 5  | 8  | 9  | 21 | 29 | -8   | 23   |
|                   | 11.  | Guabirá           | 22 | 6  | 5  | 11 | 27 | 37 | -10  | 23   |
|                   | 12.  | Aurora            | 22 | 3  | 7  | 12 | 32 | 47 | -15  | 16   |

|                   |                                                                                          |
|                   | Campeón del Torneo Apertura y clasificado para la Copa Libertadores 2014 como Bolivia 2. |
| Copa Sudamericana | Clasificado para la Copa Sudamericana 2014 como Bolivia 2.                               |
| Copa Sudamericana | Clasificado para la Copa Sudamericana 2014 como Bolivia 3.                               |
| Copa Sudamericana | Clasificado para la Copa Sudamericana 2014 como Bolivia 4.                               |

### Evolución de los equipos
| Fecha             | 1  | 2  | 3  | 4  | 5  | 6  | 7  | 8  | 9  | 10 | 11 | 12 | 13 | 14 | 15 | 16 | 17 | 18 | 19 | 20 | 21 | 22 |
| Fecha             |    |    |    |    |    |    |    |    |    |    |    |    |    |    |    |    |    |    |    |    |    |    |
| ----------------- | -- | -- | -- | -- | -- | -- | -- | -- | -- | -- | -- | -- | -- | -- | -- | -- | -- | -- | -- | -- | -- | -- |
| Aurora            | 12 | 10 | 10 | 11 | 11 | 12 | 12 | 12 | 12 | 12 | 12 | 12 | 12 | 12 | 12 | 12 | 12 | 12 | 12 | 12 | 12 | 12 |
| Blooming          | 6  | 4  | 8  | 10 | 10 | 10 | 11 | 8  | 9  | 11 | 8  | 8  | 10 | 11 | 11 | 11 | 11 | 11 | 11 | 11 | 11 | 9  |
| Bolívar           | 10 | 5  | 3  | 1  | 1  | 1  | 1  | 2  | 3  | 3  | 1  | 1  | 1  | 1  | 1  | 1  | 1  | 1  | 1  | 1  | 1  | 2  |
| Guabirá           | 1  | 5  | 7  | 9  | 9  | 9  | 10 | 11 | 10 | 9  | 10 | 10 | 9  | 9  | 9  | 8  | 8  | 8  | 9  | 9  | 9  | 11 |
| Nacional Potosí   | 1  | 8  | 5  | 5  | 6  | 4  | 3  | 3  | 2  | 2  | 4  | 5  | 5  | 6  | 6  | 5  | 6  | 5  | 5  | 5  | 5  | 5  |
| Oriente Petrolero | 12 | 11 | 11 | 8  | 8  | 8  | 7  | 7  | 7  | 7  | 9  | 9  | 8  | 8  | 8  | 7  | 7  | 7  | 7  | 7  | 8  | 8  |
| Real Potosí       | 8  | 9  | 12 | 12 | 12 | 11 | 9  | 10 | 11 | 10 | 11 | 11 | 11 | 10 | 10 | 10 | 9  | 9  | 8  | 8  | 6  | 7  |
| San José          | 6  | 2  | 6  | 7  | 4  | 3  | 5  | 5  | 5  | 4  | 5  | 3  | 3  | 2  | 3  | 2  | 2  | 2  | 3  | 3  | 3  | 3  |
| Sport Boys        | 5  | 3  | 1  | 3  | 5  | 6  | 6  | 6  | 6  | 6  | 7  | 7  | 7  | 7  | 7  | 9  | 10 | 10 | 10 | 10 | 10 | 10 |
| The Strongest     | 3  | 7  | 4  | 2  | 2  | 2  | 2  | 1  | 1  | 1  | 2  | 2  | 4  | 4  | 4  | 3  | 3  | 3  | 2  | 2  | 2  | 1  |
| Universitario     | 8  | 12 | 9  | 6  | 7  | 7  | 8  | 9  | 8  | 8  | 6  | 6  | 6  | 5  | 5  | 6  | 5  | 6  | 6  | 6  | 7  | 6  |
| Wilstermann       | 3  | 1  | 2  | 4  | 3  | 5  | 4  | 4  | 4  | 5  | 3  | 4  | 2  | 3  | 2  | 4  | 4  | 4  | 4  | 4  | 4  | 4  |

### Resultados
| Local / Visita    | AUR | BLO | BOL | GUA | NAL | OP  | RPO | SJ  | SB  | TS  | UNI | WIL |
| ----------------- | --- | --- | --- | --- | --- | --- | --- | --- | --- | --- | --- | --- |
| Aurora            |     | 0–1 | 0–0 | 3–2 | 2–0 | 1–2 | 1–2 | 3–3 | 3–3 | 0–0 | 4–1 | 1–1 |
| Blooming          | 3–2 |     | 1–3 | 1–0 | 2–0 | 1–3 | 2–1 | 0–0 | 0–2 | 1–1 | 2–1 | 3–3 |
| Bolívar           | 4–0 | 2–1 |     | 6–1 | 2–1 | 6–0 | 1–1 | 2–2 | 0–0 | 2–0 | 4–2 | 2–1 |
| Guabirá           | 0–0 | 3–1 | 1–3 |     | 1–0 | 2–0 | 1–2 | 3–0 | 1–0 | 3–5 | 1–2 | 1–1 |
| Nacional Potosí   | 2–0 | 2–0 | 1–0 | 1–0 |     | 1–1 | 0–6 | 0–1 | 2–1 | 2–0 | 1–0 | 2–1 |
| Oriente Petrolero | 3–1 | 1–0 | 1–0 | 2–2 | 0–0 |     | 3–0 | 1–1 | 1–1 | 0–2 | 3–1 | 1–2 |
| Real Potosí       | 4–1 | 3–0 | 0–5 | 3–0 | 0–3 | 0–0 |     | 1–2 | 2–1 | 0–0 | 0–1 | 4–2 |
| San José          | 5–3 | 2–1 | 0–3 | 4–1 | 4–0 | 3–2 | 4–3 |     | 3–0 | 0–1 | 2–1 | 4–0 |
| Sport Boys        | 1–0 | 0–0 | 1–0 | 0–2 | 0–0 | 4–0 | 0–0 | 2–1 |     | 1–2 | 0–0 | 1–1 |
| The Strongest     | 3–2 | 5–0 | 2–3 | 1–0 | 2–0 | 3–0 | 3–0 | 3–1 | 4–2 |     | 2–1 | 3–1 |
| Universitario     | 3–3 | 2–0 | 2–1 | 1–1 | 1–1 | 3–0 | 1–0 | 1–1 | 5–0 | 4–2 |     | 1–2 |
| Wilstermann       | 4–2 | 0–1 | 3–1 | 1–1 | 1–1 | 6–1 | 2–1 | 1–1 | 2–1 | 4–3 | 4–2 |     |

### Fixture
| The Strongest   | 2 - 1 | Universitario     | Hernando Siles        | 3 de agosto | 15:30 |
| Wilstermann     | 2 - 1 | Real Potosí       | Félix Capriles        | 3 de agosto | 18:00 |
| Blooming        | 0 - 0 | San José          | Ramón Aguilera Costas | 3 de agosto | 20:00 |
| Nacional Potosí | 2 - 0 | Aurora            | Víctor Agustín Ugarte | 4 de agosto | 15:30 |
| Sport Boys      | 1 - 0 | Bolívar           | Samuel Vaca           | 4 de agosto | 16:00 |
| Guabirá         | 2 - 0 | Oriente Petrolero | Gilberto Parada       | 4 de agosto | 20:30 |

| San José      | 4 - 0 | Nacional Potosí   | Jesús Bermúdez        | 11 de agosto | 15:30 |
| Real Potosí   | 0 - 0 | Oriente Petrolero | Víctor Agustín Ugarte | 11 de agosto | 15:30 |
| Aurora        | 3 - 3 | Sport Boys        | Félix Capriles        | 11 de agosto | 16:00 |
| Bolívar       | 2 - 0 | The Strongest     | Hernando Siles        | 11 de agosto | 16:00 |
| Blooming      | 1 - 0 | Guabirá           | Ramón Aguilera Costas | 11 de agosto | 18:00 |
| Universitario | 1 - 2 | Wilstermann       | Olímpico Patria       | 11 de agosto | 18:00 |

| Nacional Potosí | 1 - 0 | Guabirá           | Víctor Agustín Ugarte | 17 de agosto | 15:30 |
| San José        | 0 - 1 | The Strongest     | Jesús Bermúdez        | 18 de agosto | 15:30 |
| Universitario   | 1 - 0 | Real Potosí       | Olímpico Patria       | 18 de agosto | 15:30 |
| Aurora          | 1 - 1 | Wilstermann       | Félix Capriles        | 18 de agosto | 16:00 |
| Bolívar         | 6 - 0 | Oriente Petrolero | Hernando Siles        | 18 de agosto | 16:00 |
| Blooming        | 0 - 2 | Sport Boys        | Ramón Aguilera Costas | 18 de agosto | 18:00 |

| Sport Boys        | 0 - 0 | Nacional Potosí | Samuel Vaca           | 24 de agosto | 16:00 |
| Real Potosí       | 0 - 5 | Bolívar         | Víctor Agustín Ugarte | 25 de agosto | 15:30 |
| Guabirá           | 1 - 2 | Universitario   | Gilberto Parada       | 25 de agosto | 16:00 |
| Wilstermann       | 1 - 1 | San José        | Félix Capriles        | 25 de agosto | 16:00 |
| The Strongest     | 5 - 0 | Blooming        | Hernando Siles        | 25 de agosto | 16:00 |
| Oriente Petrolero | 3 - 1 | Aurora          | Ramón Aguilera Costas | 25 de agosto | 18:30 |

| Real Potosí       | 1 - 2 | San José        | Víctor Agustín Ugarte | 28 de agosto | 20:00 |
| Guabirá           | 1 - 3 | Bolívar         | Gilberto Parada       | 28 de agosto | 20:00 |
| The Strongest     | 4 - 2 | Sport Boys      | Hernando Siles        | 28 de agosto | 20:00 |
| Universitario     | 3 - 3 | Aurora          | Olímpico Patria       | 29 de agosto | 20:00 |
| Wilstermann       | 1 - 1 | Nacional Potosí | Félix Capriles        | 29 de agosto | 20:00 |
| Oriente Petrolero | 1 - 0 | Blooming        | Ramón Aguilera Costas | 29 de agosto | 20:30 |

| Aurora          | 1 - 2 | Real Potosí       | Félix Capriles        | 14 de septiembre | 16:00 |
| Nacional Potosí | 2 - 0 | The Strongest     | Víctor Agustín Ugarte | 15 de septiembre | 15:30 |
| San José        | 3 - 2 | Oriente Petrolero | Jesús Bermúdez        | 15 de septiembre | 15:30 |
| Sport Boys      | 0 - 2 | Guabirá           | Samuel Vaca           | 15 de septiembre | 16:00 |
| Bolívar         | 4 - 2 | Universitario     | Hernando Siles        | 15 de septiembre | 16:00 |
| Blooming        | 3 - 3 | Wilstermann       | Ramón Aguilera Costas | 15 de septiembre | 18:30 |

| Sport Boys        | 2 - 1 | San José      | Samuel Vaca           | 18 de septiembre | 16:00 |
| The Strongest     | 3 - 2 | Aurora        | Hernando Siles        | 18 de septiembre | 20:00 |
| Nacional Potosí   | 2 - 0 | Blooming      | Víctor Agustín Ugarte | 18 de septiembre | 20:00 |
| Wilstermann       | 3 - 1 | Bolívar       | Félix Capriles        | 18 de septiembre | 20:00 |
| Oriente Petrolero | 3 - 1 | Universitario | Ramón Aguilera Costas | 19 de septiembre | 20:30 |
| Guabirá           | 1 - 2 | Real Potosí   | Gilberto Parada       | 19 de septiembre | 20:30 |

| Nacional Potosí | 1 - 1 | Oriente Petrolero | Víctor Agustín Ugarte | 22 de septiembre | 15:30 |
| The Strongest   | 1 - 0 | Guabirá           | Hernando Siles        | 22 de septiembre | 16:00 |
| Sport Boys      | 1 - 1 | Wilstermann       | Samuel Vaca           | 22 de septiembre | 16:00 |
| Blooming        | 2 - 1 | Real Potosí       | Ramón Aguilera Costas | 22 de septiembre | 18:00 |
| Aurora          | 0 - 0 | Bolívar           | Félix Capriles        | 22 de septiembre | 18:00 |
| San José        | 2 - 1 | Universitario     | Jesús Bermúdez        | 24 de septiembre | 20:00 |

| Guabirá           | 0 - 0 | Aurora          | Gilberto Parada       | 28 de septiembre | 15:30 |
| Universitario     | 2 - 0 | Blooming        | Olímpico Patria       | 29 de septiembre | 15:30 |
| Real Potosí       | 0 - 3 | Nacional Potosí | Víctor Agustín Ugarte | 29 de septiembre | 15:30 |
| Bolívar           | 2 - 2 | San José        | Hernando Siles        | 29 de septiembre | 16:00 |
| Wilstermann       | 4 - 3 | The Strongest   | Félix Capriles        | 29 de septiembre | 18:00 |
| Oriente Petrolero | 1 - 1 | Sport Boys      | Ramón Aguilera Costas | 30 de septiembre | 20:30 |

| San José        | 5 - 3 | Aurora            | Jesús Bermúdez        | 5 de octubre | 15:30 |
| Nacional Potosí | 1 - 0 | Universitario     | Víctor Agustín Ugarte | 6 de octubre | 15:30 |
| Wilstermann     | 1 - 1 | Guabirá           | Félix Capriles        | 6 de octubre | 16:00 |
| The Strongest   | 3 - 0 | Oriente Petrolero | Hernando Siles        | 6 de octubre | 16:00 |
| Sport Boys      | 0 - 0 | Real Potosí       | Samuel Vaca           | 6 de octubre | 16:00 |
| Blooming        | 1 - 3 | Bolívar           | Ramón Aguilera Costas | 6 de octubre | 18:30 |

| Universitario     | 5 - 0 | Sport Boys      | Olímpico Patria       | 19 de octubre | 15:30 |
| Guabirá           | 3 - 0 | San José        | Gilberto Parada       | 20 de octubre | 15:30 |
| Aurora            | 0 - 1 | Blooming        | Félix Capriles        | 20 de octubre | 15:30 |
| Bolívar           | 2 - 1 | Nacional Potosí | Hernando Siles        | 20 de octubre | 16:00 |
| Real Potosí       | 0 - 0 | The Strongest   | Víctor Agustín Ugarte | 20 de octubre | 16:00 |
| Oriente Petrolero | 1 - 2 | Wilstermann     | Ramón Aguilera Costas | 20 de octubre | 18:30 |

| Real Potosí       | 4 - 2 | Wilstermann     | Víctor Agustín Ugarte | 26 de octubre | 15:30 |
| Universitario     | 4 - 2 | The Strongest   | Olímpico Patria       | 27 de octubre | 16:00 |
| Bolívar           | 0 - 0 | Sport Boys      | Hernando Siles        | 27 de octubre | 16:00 |
| Aurora            | 2 - 0 | Nacional Potosí | Félix Capriles        | 27 de octubre | 16:00 |
| San José          | 2 - 1 | Blooming        | Jesús Bermúdez        | 27 de octubre | 16:00 |
| Oriente Petrolero | 2 - 2 | Guabirá         | Ramón Aguilera Costas | 27 de octubre | 18:30 |

| Nacional Potosí   | 0 - 1 | San José      | Víctor Agustín Ugarte | 3 de noviembre | 15:30 |
| Wilstermann       | 4 - 2 | Universitario | Félix Capriles        | 3 de noviembre | 16:00 |
| The Strongest     | 2 - 3 | Bolívar       | Hernando Siles        | 3 de noviembre | 16:00 |
| Sport Boys        | 1 - 0 | Aurora        | Samuel Vaca           | 3 de noviembre | 16:00 |
| Guabirá           | 3 - 1 | Blooming      | Gilberto Parada       | 3 de noviembre | 16:00 |
| Oriente Petrolero | 3 - 0 | Real Potosí   | Ramón Aguilera Costas | 3 de noviembre | 18:30 |

| Blooming      | 2 - 0 | Nacional Potosí   | Ramón Aguilera Costas | 13 de octubre  | 18:30 |
| Bolívar       | 2 - 1 | Wilstermann       | Hernando Siles        | 6 de noviembre | 20:00 |
| San José      | 3 - 0 | Sport Boys        | Jesús Bermúdez        | 6 de noviembre | 20:00 |
| Aurora        | 0 - 0 | The Strongest     | Félix Capriles        | 6 de noviembre | 20:00 |
| Real Potosí   | 3 - 0 | Guabirá           | Víctor Agustín Ugarte | 7 de noviembre | 20:00 |
| Universitario | 3 - 0 | Oriente Petrolero | Olímpico Patria       | 7 de noviembre | 20:00 |

| Real Potosí       | 0 - 1 | Universitario   | Víctor Agustín Ugarte | 13 de octubre   | 15:30 |
| The Strongest     | 3 - 1 | San José        | Hernando Siles        | 9 de noviembre  | 20:00 |
| Sport Boys        | 0 - 0 | Blooming        | Samuel Vaca           | 10 de noviembre | 16:00 |
| Guabirá           | 1 - 0 | Nacional Potosí | Gilberto Parada       | 10 de noviembre | 16:00 |
| Wilstermann       | 4 - 2 | Aurora          | Félix Capriles        | 10 de noviembre | 16:00 |
| Oriente Petrolero | 1 - 0 | Bolívar         | Ramón Aguilera Costas | 10 de noviembre | 18:30 |

| Nacional Potosí | 2 - 1 | Sport Boys        | Víctor Agustín Ugarte | 16 de noviembre | 15:30 |
| San José        | 4 - 0 | Wilstermann       | Jesús Bermúdez        | 17 de noviembre | 15:00 |
| Universitario   | 1 - 1 | Guabirá           | Olímpico Patria       | 17 de noviembre | 15:30 |
| Bolívar         | 1 - 1 | Real Potosí       | Hernando Siles        | 17 de noviembre | 16:00 |
| Aurora          | 1 - 2 | Oriente Petrolero | Félix Capriles        | 17 de noviembre | 17:00 |
| Blooming        | 1 - 1 | The Strongest     | Ramón Aguilera Costas | 17 de noviembre | 18:30 |

| The Strongest     | 2 - 0 | Nacional Potosí | Hernando Siles        | 22 de noviembre | 20:00 |
| Wilstermann       | 0 - 1 | Blooming        | Félix Capriles        | 23 de noviembre | 18:00 |
| Real Potosí       | 4 - 1 | Aurora          | Víctor Agustín Ugarte | 24 de noviembre | 15:30 |
| Universitario     | 2 - 1 | Bolívar         | Olímpico Patria       | 24 de noviembre | 15:30 |
| Guabirá           | 1 - 0 | Sport Boys      | Gilberto Parada       | 24 de noviembre | 16:00 |
| Oriente Petrolero | 1 - 1 | San José        | Ramón Aguilera Costas | 24 de noviembre | 18:30 |

| Nacional Potosí | 2 - 1 | Wilstermann       | Víctor Agustín Ugarte | 27 de noviembre | 20:00 |
| Bolívar         | 6 - 1 | Guabirá           | Hernando Siles        | 27 de noviembre | 20:00 |
| San José        | 4 - 3 | Real Potosí       | Jesús Bermúdez        | 27 de noviembre | 20:00 |
| Blooming        | 1 - 3 | Oriente Petrolero | Ramón Aguilera Costas | 27 de noviembre | 20:30 |
| Sport Boys      | 1 - 2 | The Strongest     | Samuel Vaca           | 28 de noviembre | 16:00 |
| Aurora          | 4 - 1 | Universitario     | Félix Capriles        | 28 de noviembre | 20:00 |

| Real Potosí       | 3 - 0 | Blooming        | Víctor Agustín Ugarte | 30 de noviembre | 15:30 |
| Bolívar           | 4 - 0 | Aurora          | Hernando Siles        | 1 de diciembre  | 16:00 |
| Universitario     | 1 - 1 | San José        | Olímpico Patria       | 1 de diciembre  | 16:00 |
| Guabirá           | 3 - 5 | The Strongest   | Gilberto Parada       | 1 de diciembre  | 16:00 |
| Oriente Petrolero | 0 - 0 | Nacional Potosí | Ramón Aguilera Costas | 1 de diciembre  | 18:30 |
| Wilstermann       | 2 - 1 | Sport Boys      | Félix Capriles        | 2 de diciembre  | 20:00 |

| Aurora          | 3 - 2 | Guabirá           | Félix Capriles        | 7 de diciembre | 18:00 |
| Nacional Potosí | 0 - 6 | Real Potosí       | Víctor Agustín Ugarte | 8 de diciembre | 15:30 |
| San José        | 0 - 3 | Bolívar           | Jesús Bermúdez        | 8 de diciembre | 16:00 |
| The Strongest   | 3 - 1 | Wilstermann       | Hernando Siles        | 8 de diciembre | 16:00 |
| Sport Boys      | 4 - 0 | Oriente Petrolero | Samuel Vaca           | 8 de diciembre | 16:00 |
| Blooming        | 2 - 1 | Universitario     | Ramón Aguilera Costas | 8 de diciembre | 18:30 |

| Real Potosí       | 2 - 1 | Sport Boys      | Víctor Agustín Ugarte | 15 de diciembre | 16:00 |
| Universitario     | 1 - 1 | Nacional Potosí | Olímpico Patria       | 15 de diciembre | 16:00 |
| Aurora            | 3 - 3 | San José        | Félix Capriles        | 15 de diciembre | 16:00 |
| Guabirá           | 1 - 1 | Wilstermann     | Gilberto Parada       | 15 de diciembre | 16:00 |
| Bolívar           | 2 - 1 | Blooming        | Hernando Siles        | 15 de diciembre | 16:00 |
| Oriente Petrolero | 0 - 2 | The Strongest   | Ramón Aguilera Costas | 15 de diciembre | 18:30 |

| San José        | 4 - 1 | Guabirá           | Jesús Bermúdez        | 18 de diciembre | 20:00 |
| Wilstermann     | 6 - 1 | Oriente Petrolero | Félix Capriles        | 19 de diciembre | 19:30 |
| Blooming        | 3 - 2 | Aurora            | Ramón Aguilera Costas | 19 de diciembre | 20:00 |
| The Strongest   | 3 - 0 | Real Potosí       | Hernando Siles        | 22 de diciembre | 16:00 |
| Nacional Potosí | 1 - 0 | Bolívar           | Víctor Agustín Ugarte | 22 de diciembre | 16:00 |
| Sport Boys      | 0 - 0 | Universitario     | Samuel Vaca           | 22 de diciembre | 16:00 |

|                                                                           |
| Campeón The Strongest 11.º Título Liguero 14.º Título de Primera División |

## Torneo Clausura

### Tabla de posiciones
|                   | Pos. | Equipos           | PJ | PG | PE | PP | GF | GC | Dif. | Pts. |
| ----------------- | ---- | ----------------- | -- | -- | -- | -- | -- | -- | ---- | ---- |
|                   | 1.   | Universitario (C) | 22 | 12 | 6  | 4  | 38 | 28 | 10   | 42   |
|                   | 2.   | San José          | 22 | 13 | 2  | 7  | 51 | 30 | 21   | 41   |
|                   | 3.   | The Strongest     | 22 | 12 | 4  | 6  | 40 | 32 | 8    | 40   |
| Copa Sudamericana | 4.   | Real Potosí       | 22 | 11 | 6  | 5  | 38 | 24 | 14   | 39   |
| Copa Sudamericana | 5.   | Bolívar           | 22 | 10 | 3  | 9  | 38 | 32 | 6    | 33   |
| Copa Sudamericana | 6.   | Aurora            | 22 | 9  | 5  | 8  | 33 | 29 | 4    | 32   |
| Copa Sudamericana | 7.   | Oriente Petrolero | 22 | 9  | 4  | 9  | 30 | 32 | -2   | 31   |
|                   | 8.   | Wilstermann       | 22 | 7  | 6  | 9  | 25 | 32 | -7   | 27   |
|                   | 9.   | Sport Boys        | 22 | 7  | 6  | 9  | 25 | 32 | -7   | 27   |
|                   | 10.  | Guabirá           | 22 | 6  | 4  | 12 | 25 | 41 | -16  | 22   |
|                   | 11.  | Nacional Potosí   | 22 | 6  | 2  | 14 | 26 | 39 | -13  | 20   |
|                   | 12.  | Blooming          | 22 | 6  | 0  | 16 | 32 | 50 | -18  | 18   |

|                   |                                                                                          |
|                   | Campeón del Torneo Clausura y Clasificado para la Copa Libertadores 2015 como Bolivia 1. |
|                   | Clasificado para la Copa Libertadores 2015 como Bolivia 2.                               |
|                   | Clasificado para la Copa Libertadores 2015 como Bolivia 3.                               |
| Copa Sudamericana | Clasificados para la Copa Sudamericana 2015 como Bolivia 1, 2, 3 y 4 respectivamente.    |

### Evolución de los equipos
| Fecha             | 1  | 2  | 3  | 4  | 5  | 6  | 7  | 8  | 9  | 10 | 11 | 12 | 13 | 14 | 15 | 16 | 17 | 18 | 19 | 20 | 21 | 22 |
| Fecha             |    |    |    |    |    |    |    |    |    |    |    |    |    |    |    |    |    |    |    |    |    |    |
| ----------------- | -- | -- | -- | -- | -- | -- | -- | -- | -- | -- | -- | -- | -- | -- | -- | -- | -- | -- | -- | -- | -- | -- |
| Aurora            | 6  | 11 | 12 | 12 | 11 | 11 | 8  | 10 | 7  | 8  | 8  | 9  | 8  | 8  | 8  | 8  | 6  | 6  | 5  | 5  | 7  | 6  |
| Blooming          | 3  | 1  | 6  | 6  | 10 | 10 | 11 | 11 | 11 | 9  | 9  | 10 | 11 | 10 | 10 | 11 | 11 | 12 | 11 | 12 | 12 | 12 |
| Bolívar           | 3  | 8  | 5  | 5  | 8  | 8  | 10 | 8  | 8  | 6  | 7  | 7  | 6  | 4  | 5  | 5  | 5  | 5  | 7  | 7  | 6  | 5  |
| Guabirá           | 8  | 12 | 7  | 7  | 5  | 7  | 9  | 7  | 9  | 10 | 10 | 11 | 9  | 9  | 9  | 10 | 9  | 10 | 10 | 11 | 10 | 10 |
| Nacional Potosí   | 9  | 6  | 8  | 11 | 12 | 12 | 12 | 12 | 12 | 12 | 12 | 12 | 12 | 12 | 12 | 12 | 12 | 11 | 12 | 10 | 11 | 11 |
| Oriente Petrolero | 2  | 7  | 9  | 9  | 7  | 9  | 5  | 6  | 6  | 7  | 6  | 6  | 5  | 6  | 7  | 7  | 8  | 7  | 6  | 6  | 5  | 7  |
| Real Potosí       | 5  | 4  | 2  | 4  | 4  | 3  | 2  | 2  | 1  | 1  | 1  | 4  | 4  | 5  | 4  | 4  | 4  | 4  | 4  | 3  | 4  | 4  |
| San José          | 10 | 10 | 11 | 8  | 6  | 4  | 3  | 3  | 2  | 3  | 2  | 1  | 1  | 1  | 1  | 1  | 1  | 1  | 2  | 4  | 2  | 2  |
| Sport Boys        | 1  | 5  | 4  | 3  | 1  | 1  | 4  | 4  | 4  | 4  | 5  | 5  | 7  | 7  | 6  | 6  | 7  | 8  | 8  | 9  | 9  | 9  |
| The Strongest     | 11 | 2  | 1  | 2  | 3  | 5  | 6  | 5  | 5  | 5  | 4  | 3  | 2  | 2  | 2  | 2  | 3  | 3  | 1  | 2  | 3  | 3  |
| Universitario     | 6  | 3  | 2  | 1  | 2  | 2  | 1  | 1  | 3  | 2  | 3  | 2  | 3  | 3  | 3  | 3  | 2  | 2  | 3  | 1  | 1  | 1  |
| Wilstermann       | 12 | 9  | 10 | 10 | 9  | 6  | 7  | 9  | 10 | 11 | 11 | 8  | 10 | 11 | 11 | 9  | 10 | 9  | 9  | 8  | 8  | 8  |

### Resultados
| Local / Visita    | AUR | BLO | BOL | GUA | NAL | OP  | RPO | SJ  | SB  | TS  | UNI | WIL |
| ----------------- | --- | --- | --- | --- | --- | --- | --- | --- | --- | --- | --- | --- |
| Aurora            |     | 3–2 | 3–1 | 4–0 | 1–0 | 0–0 | 2–1 | 2–1 | 3–0 | 1–2 | 0–0 | 2–0 |
| Blooming          | 1–2 |     | 0–1 | 1–0 | 3–0 | 2–3 | 2–0 | 2–1 | 1–3 | 1–2 | 5–0 | 2–0 |
| Bolívar           | 3–0 | 6–0 |     | 2–0 | 2–1 | 2–0 | 1–3 | 0–1 | 5–0 | 0–1 | 4–3 | 2–1 |
| Guabirá           | 1–1 | 3–0 | 2–1 |     | 2–0 | 2–3 | 0–1 | 3–4 | 2–0 | 3–2 | 2–0 | 1–1 |
| Nacional Potosí   | 3–2 | 3–0 | 1–1 | 1–0 |     | 3–1 | 2–2 | 1–4 | 2–3 | 3–1 | 0–1 | 2–3 |
| Oriente Petrolero | 1–0 | 4–3 | 4–0 | 2–2 | 1–0 |     | 1–3 | 1–2 | 1–0 | 2–0 | 0–1 | 0–0 |
| Real Potosí       | 3–3 | 2–0 | 2–0 | 1–1 | 2–0 | 3–0 |     | 1–2 | 1–0 | 1–0 | 2–2 | 4–2 |
| San José          | 2–1 | 3–1 | 3–1 | 7–0 | 1–2 | 2–0 | 1–1 |     | 4–0 | 7–2 | 4–3 | 0–1 |
| Sport Boys        | 1–1 | 4–1 | 0–0 | 2–0 | 3–1 | 1–3 | 2–2 | 1–0 |     | 0–1 | 1–1 | 2–0 |
| The Strongest     | 4–1 | 2–1 | 3–3 | 5–1 | 1–0 | 2–0 | 2–1 | 3–1 | 1–1 |     | 2–2 | 3–1 |
| Universitario     | 1–0 | 4–2 | 3–1 | 1–0 | 2–0 | 2–1 | 1–0 | 4–1 | 1–1 | 2–1 |     | 3–0 |
| Wilstermann       | 2–1 | 4–2 | 1–2 | 2–0 | 3–1 | 2–2 | 0–2 | 0–0 | 1–0 | 0–0 | 1–1 |     |

### Fixture
| Aurora      | 0 - 0 | Universitario     | Félix Capriles          | 18 de enero | 18:00 |
| Real Potosí | 1 - 0 | The Strongest     | Víctor Agustín Ugarte   | 19 de enero | 15:00 |
| Bolívar     | 2 - 1 | Nacional Potosí   | Hernando Siles          | 19 de enero | 16:00 |
| Sport Boys  | 2 - 0 | Wilstermann       | Samuel Vaca             | 19 de enero | 16:00 |
| Guabirá     | 2 - 3 | Oriente Petrolero | Gilberto Parada         | 19 de enero | 17:00 |
| Blooming    | 2 - 1 | San José          | Ramón Tahuichi Aguilera | 19 de enero | 18:30 |

| Nacional Potosí | 3 - 1 | Oriente Petrolero | Víctor Agustín Ugarte   | 25 de enero | 16:30 |
| Sport Boys      | 0 - 1 | The Strongest     | Samuel Vaca             | 26 de enero | 15:00 |
| San José        | 1 - 1 | Real Potosí       | Jesús Bermúdez          | 26 de enero | 15:30 |
| Wilstermann     | 2 - 1 | Aurora            | Félix Capriles          | 26 de enero | 16:00 |
| Universitario   | 3 - 1 | Bolívar           | Olímpico Patria         | 26 de enero | 17:00 |
| Blooming        | 1 - 0 | Guabirá           | Ramón Tahuichi Aguilera | 26 de enero | 18:30 |

| Oriente Petrolero | 0 - 1 | Universitario   | Ramón Tahuichi Aguilera | 31 de enero  | 20:30 |
| Guabirá           | 2 - 0 | Nacional Potosí | Gilberto Parada         | 2 de febrero | 15:30 |
| Bolívar           | 2 - 1 | Wilstermann     | Hernando Siles          | 2 de febrero | 16:00 |
| Sport Boys        | 1 - 0 | San José        | Samuel Vaca             | 2 de febrero | 16:00 |
| Real Potosí       | 2 - 0 | Blooming        | Víctor Agustín Ugarte   | 2 de febrero | 16:00 |
| Aurora            | 1 - 2 | The Strongest   | Félix Capriles          | 2 de febrero | 18:00 |

| The Strongest | 3 - 3 | Bolívar           | Hernando Siles          | 7 de febrero  | 20:00 |
| Real Potosí   | 1 - 1 | Guabirá           | Víctor Agustín Ugarte   | 8 de febrero  | 15:30 |
| San José      | 2 - 1 | Aurora            | Jesús Bermúdez          | 9 de febrero  | 15:30 |
| Universitario | 2 - 0 | Nacional Potosí   | Olímpico Patria         | 9 de febrero  | 15:30 |
| Wilstermann   | 2 - 2 | Oriente Petrolero | Félix Capriles          | 9 de febrero  | 18:00 |
| Blooming      | 1 - 3 | Sport Boys        | Ramón Tahuichi Aguilera | 10 de febrero | 20:30 |

| Sport Boys        | 2 - 2 | Real Potosí   | Samuel Vaca             | 15 de febrero | 16:00 |
| Nacional Potosí   | 2 - 3 | Wilstermann   | Víctor Agustín Ugarte   | 15 de febrero | 18:00 |
| Aurora            | 3 - 2 | Blooming      | Félix Capriles          | 16 de febrero | 15:30 |
| Guabirá           | 2 - 0 | Universitario | Gilberto Parada         | 16 de febrero | 15:30 |
| Bolívar           | 0 - 1 | San José      | Hernando Siles          | 16 de febrero | 15:30 |
| Oriente Petrolero | 2 - 0 | The Strongest | Ramón Tahuichi Aguilera | 16 de febrero | 18:30 |

| The Strongest | 1 - 0 | Nacional Potosí   | Hernando Siles          | 22 de enero   | 20:00 |
| Sport Boys    | 2 - 0 | Guabirá           | Samuel Vaca             | 19 de febrero | 16:00 |
| Real Potosí   | 3 - 3 | Aurora            | Víctor Agustín Ugarte   | 19 de febrero | 20:00 |
| San José      | 2 - 0 | Oriente Petrolero | Jesús Bermúdez          | 19 de febrero | 20:00 |
| Wilstermann   | 1 - 1 | Universitario     | Félix Capriles          | 20 de febrero | 20:00 |
| Blooming      | 0 - 1 | Bolívar           | Ramón Tahuichi Aguilera | 3 de abril    | 20:30 |

| Guabirá         | 1 - 1 | Wilstermann       | Gilberto Parada         | 23 de febrero | 15:00 |
| Nacional Potosí | 1 - 4 | San José          | Víctor Agustín Ugarte   | 23 de febrero | 15:30 |
| Bolívar         | 1 - 3 | Real Potosí       | Hernando Siles          | 23 de febrero | 16:00 |
| Aurora          | 3 - 0 | Sport Boys        | Félix Capriles          | 23 de febrero | 16:00 |
| Universitario   | 2 - 1 | The Strongest     | Olímpico Patria         | 23 de febrero | 17:00 |
| Blooming        | 2 - 3 | Oriente Petrolero | Ramón Tahuichi Aguilera | 23 de febrero | 18:30 |

| Guabirá           | 3 - 2 | The Strongest | Gilberto Parada         | 8 de marzo | 15:30 |
| Universitario     | 4 - 2 | Blooming      | Olímpico Patria         | 8 de marzo | 18:00 |
| Bolívar           | 3 - 0 | Aurora        | Hernando Siles          | 8 de marzo | 20:00 |
| Nacional Potosí   | 2 - 2 | Real Potosí   | Víctor Agustín Ugarte   | 9 de marzo | 15:30 |
| Wilstermann       | 0 - 0 | San José      | Félix Capriles          | 9 de marzo | 16:00 |
| Oriente Petrolero | 1 - 0 | Sport Boys    | Ramón Tahuichi Aguilera | 9 de marzo | 18:00 |

| Sport Boys    | 0 - 0 | Bolívar           | Samuel Vaca             | 26 de febrero | 16:00 |
| The Strongest | 3 - 1 | Wilstermann       | Hernando Siles          | 27 de febrero | 20:00 |
| Aurora        | 4 - 0 | Guabirá           | Félix Capriles          | 12 de marzo   | 20:00 |
| San José      | 4 - 3 | Universitario     | Jesús Bermúdez          | 12 de marzo   | 20:00 |
| Real Potosí   | 3 - 0 | Oriente Petrolero | Víctor Agustín Ugarte   | 12 de marzo   | 20:00 |
| Blooming      | 3 - 0 | Nacional Potosí   | Ramón Tahuichi Aguilera | 13 de marzo   | 20:30 |

| The Strongest | 3 - 1 | San José          | Hernando Siles          | 15 de marzo | 16:00 |
| Sport Boys    | 3 - 1 | Nacional Potosí   | Samuel Vaca             | 16 de marzo | 15:00 |
| Real Potosí   | 2 - 2 | Universitario     | Víctor Agustín Ugarte   | 16 de marzo | 15:30 |
| Aurora        | 0 - 0 | Oriente Petrolero | Félix Capriles          | 16 de marzo | 16:00 |
| Bolívar       | 2 - 0 | Guabirá           | Hernando Siles          | 16 de marzo | 16:00 |
| Blooming      | 2 - 0 | Wilstermann       | Ramón Tahuichi Aguilera | 16 de marzo | 17:00 |

| Universitario     | 1 - 1 | Sport Boys  | Olímpico Patria         | 22 de marzo | 15:30 | Sports TV Rights |
| Nacional Potosí   | 3 - 2 | Aurora      | Víctor Agustín Ugarte   | 22 de marzo | 17:30 | Sports TV Rights |
| Guabirá           | 3 - 4 | San José    | Gilberto Parada         | 23 de marzo | 15:30 | No               |
| The Strongest     | 2 - 1 | Blooming    | Hernando Siles          | 23 de marzo | 16:00 | Sports TV Rights |
| Wilstermann       | 0 - 2 | Real Potosí | Félix Capriles          | 23 de marzo | 16:00 | No               |
| Oriente Petrolero | 4 - 0 | Bolívar     | Ramón Tahuichi Aguilera | 23 de marzo | 18:30 | Sports TV Rights |

| San José          | 3 - 1 | Blooming    | Jesús Bermúdez          | 29 de marzo | 16:00 |
| Wilstermann       | 1 - 0 | Sport Boys  | Félix Capriles          | 29 de marzo | 18:00 |
| Universitario     | 1 - 0 | Aurora      | Olímpico Patria         | 30 de marzo | 15:30 |
| Nacional Potosí   | 1 - 1 | Bolívar     | Víctor Agustín Ugarte   | 30 de marzo | 16:00 |
| Oriente Petrolero | 2 - 2 | Guabirá     | Ramón Tahuichi Aguilera | 30 de marzo | 18:00 |
| The Strongest     | 2 - 1 | Real Potosí | Hernando Siles          | 31 de marzo | 20:00 |

| The Strongest     | 1 - 1 | Sport Boys      | Hernando Siles          | 4 de abril | 20:00 |
| Real Potosí       | 1 - 2 | San José        | Víctor Agustín Ugarte   | 6 de abril | 15:30 |
| Bolívar           | 4 - 3 | Universitario   | Hernando Siles          | 6 de abril | 16:00 |
| Guabirá           | 3 - 0 | Blooming        | Gilberto Parada         | 6 de abril | 16:00 |
| Oriente Petrolero | 1 - 0 | Nacional Potosí | Ramón Tahuichi Aguilera | 6 de abril | 18:00 |
| Aurora            | 2 - 0 | Wilstermann     | Félix Capriles          | 7 de abril | 20:00 |

| San José        | 4 - 0 | Sport Boys        | Jesús Bermúdez          | 12 de abril | 15:00 |
| Blooming        | 2 - 0 | Real Potosí       | Ramón Tahuichi Aguilera | 12 de abril | 17:00 |
| Nacional Potosí | 1 - 0 | Guabirá           | Víctor Agustín Ugarte   | 13 de abril | 15:30 |
| Wilstermann     | 1 - 2 | Bolívar           | Félix Capriles          | 13 de abril | 15:30 |
| The Strongest   | 4 - 1 | Aurora            | Hernando Siles          | 13 de abril | 16:00 |
| Universitario   | 2 - 1 | Oriente Petrolero | Olímpico Patria         | 13 de abril | 18:00 |

| Bolívar           | 0 - 1 | The Strongest | Hernando Siles          | 19 de abril | 20:15 |
| Sport Boys        | 4 - 1 | Blooming      | Samuel Vaca             | 20 de abril | 15:00 |
| Nacional Potosí   | 0 - 1 | Universitario | Víctor Agustín Ugarte   | 20 de abril | 15:30 |
| Guabirá           | 0 - 1 | Real Potosí   | Gilberto Parada         | 20 de abril | 15:30 |
| Aurora            | 2 - 1 | San José      | Félix Capriles          | 20 de abril | 17:00 |
| Oriente Petrolero | 0 - 0 | Wilstermann   | Ramón Tahuichi Aguilera | 20 de abril | 18:30 |

| Real Potosí   | 1 - 0 | Sport Boys        | Víctor Agustín Ugarte   | 26 de abril | 15:30 |
| The Strongest | 2 - 0 | Oriente Petrolero | Hernando Siles          | 26 de abril | 18:00 |
| Universitario | 1 - 0 | Guabirá           | Olímpico Patria         | 26 de abril | 18:00 |
| San José      | 3 - 1 | Bolívar           | Jesús Bermúdez          | 27 de abril | 15:00 |
| Wilstermann   | 3 - 1 | Nacional Potosí   | Félix Capriles          | 27 de abril | 15:30 |
| Blooming      | 1 - 2 | Aurora            | Ramón Tahuichi Aguilera | 27 de abril | 16:00 |

| Nacional Potosí   | 3 - 1 | The Strongest | Víctor Agustín Ugarte   | 23 de abril | 20:00 |
| Universitario     | 3 - 0 | Wilstermann   | Olímpico Patria         | 30 de abril | 18:30 |
| Bolívar           | 6 - 0 | Blooming      | Hernando Siles          | 30 de abril | 20:00 |
| Aurora            | 2 - 1 | Real Potosí   | Félix Capriles          | 30 de abril | 20:00 |
| Guabirá           | 2 - 0 | Sport Boys    | Gilberto Parada         | 30 de abril | 20:30 |
| Oriente Petrolero | 1 - 2 | San José      | Ramón Tahuichi Aguilera | 30 de abril | 21:00 |

| San José          | 1 - 2 | Nacional Potosí | Jesús Bermúdez          | 4 de mayo | 15:30 |
| Wilstermann       | 2 - 0 | Guabirá         | Félix Capriles          | 4 de mayo | 16:00 |
| Real Potosí       | 2 - 0 | Bolívar         | Víctor Agustín Ugarte   | 4 de mayo | 17:00 |
| Oriente Petrolero | 4 - 3 | Blooming        | Ramón Tahuichi Aguilera | 4 de mayo | 18:30 |
| Sport Boys        | 1 - 1 | Aurora          | Samuel Vaca             | 5 de mayo | 15:00 |
| The Strongest     | 2 - 2 | Universitario   | Hernando Siles          | 5 de mayo | 20:00 |

| The Strongest | 5 - 1 | Guabirá           | Hernando Siles          | 9 de mayo  | 20:00 |
| Blooming      | 5 - 0 | Universitario     | Ramón Tahuichi Aguilera | 10 de mayo | 16:00 |
| San José      | 0 - 1 | Wilstermann       | Jesús Bermúdez          | 11 de mayo | 15:00 |
| Real Potosí   | 2 - 0 | Nacional Potosí   | Víctor Agustín Ugarte   | 11 de mayo | 15:30 |
| Sport Boys    | 1 - 3 | Oriente Petrolero | Samuel Vaca             | 11 de mayo | 15:30 |
| Aurora        | 3 - 1 | Bolívar           | Félix Capriles          | 11 de mayo | 17:00 |

| Nacional Potosí   | 3 - 0 | Blooming      | Víctor Agustín Ugarte   | 14 de mayo | 18:30 |
| Universitario     | 4 - 1 | San José      | Olímpico Patria         | 14 de mayo | 20:00 |
| Wilstermann       | 0 - 0 | The Strongest | Félix Capriles          | 14 de mayo | 20:00 |
| Guabirá           | 1 - 1 | Aurora        | Gilberto Parada         | 14 de mayo | 21:00 |
| Oriente Petrolero | 1 - 3 | Real Potosí   | Ramón Tahuichi Aguilera | 15 de mayo | 20:00 |
| Bolívar           | 5 - 0 | Sport Boys    | Hernando Siles          | 21 de mayo | 20:00 |

| San José          | 7 - 2 | The Strongest | Jesús Bermúdez          | 18 de mayo | 15:30 |
| Universitario     | 1 - 0 | Real Potosí   | Olímpico Patria         | 18 de mayo | 15:30 |
| Wilstermann       | 4 - 2 | Blooming      | Félix Capriles          | 18 de mayo | 15:30 |
| Guabirá           | 2 - 1 | Bolívar       | Gilberto Parada         | 18 de mayo | 18:00 |
| Oriente Petrolero | 1 - 0 | Aurora        | Ramón Tahuichi Aguilera | 18 de mayo | 18:00 |
| Nacional Potosí   | 2 - 3 | Sport Boys    | Víctor Agustín Ugarte   | 18 de mayo | 18:00 |

| Aurora      | 1 - 0 | Nacional Potosí   | Félix Capriles          | 25 de mayo | 15:15 |
| Real Potosí | 4 - 2 | Wilstermann       | Víctor Agustín Ugarte   | 25 de mayo | 15:15 |
| Sport Boys  | 1 - 1 | Universitario     | Samuel Vaca             | 25 de mayo | 15:15 |
| Blooming    | 1 - 2 | The Strongest     | Ramón Tahuichi Aguilera | 25 de mayo | 15:15 |
| San José    | 7 - 0 | Guabirá           | Jesús Bermúdez          | 25 de mayo | 15:15 |
| Bolívar     | 2 - 0 | Oriente Petrolero | Hernando Siles          | 25 de mayo | 15:15 |

|                                                   |
| Campeón Universitario de Sucre 2.o Título Liguero |

## Sistema de descenso
Para establecer el descenso directo e indirecto a final de la Temporada 2013–2014, se aplicó el punto promedio a los torneos de las Temporadas 2012/13 y 2013/14.

| Pos. | Equipo            | 2012/13 | 2013/14 | Total | PJ | Prom.  |
| ---- | ----------------- | ------- | ------- | ----- | -- | ------ |
| 1.   | The Strongest     | 79      | 85      | 164   | 88 | 1.8636 |
| 2.   | Bolívar           | 87      | 76      | 163   | 88 | 1.8522 |
| 3.   | San José          | 82      | 80      | 162   | 88 | 1.8409 |
| 4.   | Oriente Petrolero | 80      | 58      | 138   | 88 | 1.5682 |
| 5.   | Universitario     | 60      | 71      | 131   | 88 | 1.4886 |
| 6.   | Real Potosí       | 63      | 67      | 130   | 88 | 1.4772 |
| 7.   | Wilstermann       | 58      | 61      | 119   | 88 | 1.3522 |
| 8.   | Blooming          | 58      | 43      | 101   | 88 | 1.1477 |
| 9.   | Sport Boys        | –       | 50      | 50    | 44 | 1.1363 |
| 10.  | Nacional Potosí   | 47      | 52      | 99    | 88 | 1.1250 |
| 11.  | Aurora            | 44      | 48      | 92    | 88 | 1.0454 |
| 12.  | Guabirá           | –       | 45      | 45    | 44 | 1.0227 |

|  |                                                                                       |
|  | Disputó el descenso indirecto contra el 2.º del Nacional B 2013/14 que fue Petrolero. |
|  | Descendió a la Segunda División de Bolivia.                                           |

### Partidos de ascenso y descenso
Los equipos de Aurora y Petrolero se enfrentaron en partidos de ida y vuelta previo al sorteo de las localías. Al haber persistido el empate jugaron un partido extra en cancha neutral y por mantener la paridad se definió mediante ejecución de tiros desde el punto penal. El ganador obtuvo un lugar en la temporada 2014/15.

#### Petrolero – Aurora
| 1 de junio de 2014, 15:30 (UTC-4) | Petrolero          | 1:1 (1:1) | Aurora         | Estadio Defensores de Villamontes, Villamontes               |                                                              |
|                                   | Jeyson Quiñonez 5' | Reporte   | Óscar Díaz 24' | Asistencia: 4.000 espectadores Árbitro(s): Joaquín Antequera | Asistencia: 4.000 espectadores Árbitro(s): Joaquín Antequera |

| 8 de junio de 2014, 16:00 (UTC-4) | Aurora           | 1:1 (0:1) | Petrolero        | Estadio Félix Capriles, Cochabamba                       |                                                          |
|                                   | Jaime Robles 88' |           | Edwin Alpire 17' | Asistencia: 17.000 espectadores Árbitro(s): Eder Cuéllar | Asistencia: 17.000 espectadores Árbitro(s): Eder Cuéllar |

Partido Definitorio
| 11 de junio de 2014, 20:00 (UTC-4) | Petrolero                                                                  | 1:1 (1:1) (4 – 3 p.)       | Aurora                                                                             | Estadio Olímpico Patria, Sucre                               |                                                              |
|                                    | Jeyson Quiñonez 12'                                                        | Reporte                    | Vladimir Castellón 34'                                                             | Asistencia: 7.000 espectadores Árbitro(s): Joaquín Antequera | Asistencia: 7.000 espectadores Árbitro(s): Joaquín Antequera |
|                                    |                                                                            | Tiros desde el punto penal |                                                                                    |                                                              |                                                              |
|                                    | Carmelo Angulo · Camilo Ríos · Luis Hurtado · Mario Cuéllar · Omar Morales |                            | Roberto Gamarra · Óscar Díaz · Eduardo Vallecillos · Ronald Gallegos · Javier León |                                                              |                                                              |

### Clasificación Final
|                                         |                                       |
| Petrolero (Asciende a Primera División) | Aurora (Desciende a Segunda División) |

## Goleadores

### Torneo Apertura
| Jugador                                  | Jugador          | Goles | Jugada | Cabeza | T. Libre | Penal | Equipo        |
| ---------------------------------------- | ---------------- | ----- | ------ | ------ | -------- | ----- | ------------- |
| Bandera de Bolivia                       | Carlos Saucedo   | 16    | 10     | 4      | 0        | 2     | San José      |
| Bandera de Brasil                        | Marcelo Gomes    | 16    | 15     | 1      | 0        | 0     | San José      |
| Bandera de Uruguay                       | William Ferreira | 13    | 12     | 1      | 0        | 0     | Bolívar       |
| Bandera de Bolivia                       | Rodrigo Ramallo  | 12    | 8      | 3      | 0        | 1     | Wilstermann   |
| Bandera de Paraguay · Bandera de Bolivia | Pablo Escobar    | 12    | 8      | 0      | 0        | 4     | The Strongest |

### Torneo Clausura
| Jugador             | Jugador          | Goles | Jugada | Cabeza | T. Libre | Penal | Equipo   |
| ------------------- | ---------------- | ----- | ------ | ------ | -------- | ----- | -------- |
| Bandera de Paraguay | Carlos Neumann   | 18    | 9      | 5      | 0        | 4     | San José |
| Bandera de Uruguay  | William Ferreira | 15    | 5      | 6      | 2        | 2     | Bolívar  |
| Bandera de Bolivia  | Óscar Díaz       | 13    | 8      | 3      | 0        | 1     | Aurora   |

## Entrenadores

### Torneo Apertura
| Equipo            | Fechas            | Entrenador                        |
| ----------------- | ----------------- | --------------------------------- |
| Aurora            | 1.ª a 8.ª         | Víctor Hugo Antelo                |
| Aurora            | 9.ª               | Jairo Torrico (Interino)          |
| Aurora            | 10.ª a 11.ª       | Sergio Apaza                      |
| Aurora            | 12.ª a 17.ª       | Víctor Cano                       |
| Aurora            | 18.ª a 22ª        | Jairo Torrico (Interino)          |
| Blooming          | 1.ª a 6.ª         | Víctor Hugo Andrada               |
| Blooming          | 7.ª a 22ª         | Gustavo Díaz                      |
| Bolívar           | Todas             | Miguel Ángel Portugal             |
| Guabirá           | 1.ª a 6.ª         | Claudio Chacior                   |
| Guabirá           | 7.ª a 9.ª         | Fernando Quiroz                   |
| Guabirá           | 10.ª a 22ª        | David De La Torre                 |
| Nacional Potosí   | 1.ª a 18.ª        | Julio César Baldivieso            |
| Nacional Potosí   | 19.ª              | Diego Corso (Interino)            |
| Nacional Potosí   | 20.ª a 22ª        | Mario Rolando Ortega              |
| Oriente Petrolero | 1.ª a 15.ª        | Roberto Pompei                    |
| Oriente Petrolero | 16.ª a 18.ª       | Marco Antonio Barrero (Interino)  |
| Oriente Petrolero | 19.ª a 22ª        | David Avilés (Interino Juveniles) |
| Real Potosí       | 1.ª a 10.ª y 15.ª | Víctor Zwenger                    |
| Real Potosí       | 11.ª a 22.ª       | Mauricio Soria                    |
| San José          | 1.ª a 12.ª        | Marcos Ferrufino                  |
| San José          | 13.ª              | Adalberto Sandy (Interino)        |
| San José          | 14.ª a 20.ª       | Juan Carlos Paz García            |
| San José          | 21ª a 22ª         | Teodoro Cárdenas (Interino)       |
| Sport Boys Warnes | 1.ª a 18.ª        | Edgardo Malvestiti                |
| Sport Boys Warnes | 19.ª              | Sergio Galarza (Jugador Interino) |
| Sport Boys Warnes | 20.ª a 22ª        | Hilda Ordóñez (Interina)          |
| The Strongest     | Todas             | Eduardo Villegas                  |
| Universitario     | Todas             | Javier Vega                       |
| Wilstermann       | 1.ª a 18.ª        | Néstor Clausen                    |
| Wilstermann       | 19.ª a 22ª        | Marcelo Carballo (Interino)       |

### Torneo Clausura
| Equipo            | Fechas     | Entrenador                       |
| ----------------- | ---------- | -------------------------------- |
| Aurora            | Todas      | Miguel Zazhu                     |
| Blooming          | 1.ª a 13.ª | Gustavo Díaz                     |
| Blooming          | 14.ª a 22ª | Mauricio Soria                   |
| Bolívar           | 1.ª a 9.ª  | Vladimir Soria                   |
| Bolívar           | 10.ª a 22ª | Xabier Azkargorta                |
| Guabirá           | 1.ª a 11.ª | David De La Torre                |
| Guabirá           | 12.ª a 22ª | Álvaro Peña                      |
| Nacional Potosí   | 1.ª a 6.ª  | Mario Rolando Ortega             |
| Nacional Potosí   | 7.ª a 22ª  | Marcos Ferrufino                 |
| Oriente Petrolero | 1.ª a 16.ª | Tabaré Silva                     |
| Oriente Petrolero | 17.ª a 22ª | Marco Antonio Barrero (Interino) |
| Real Potosí       | 1.ª a 7.ª  | Marco Antonio Sandy              |
| Real Potosí       | 8.ª a 13.ª | Alberto Illanes                  |
| Real Potosí       | 14.ª a 22ª | Víctor Hugo Andrada              |
| San José          | Todas      | Julio César Baldivieso           |
| Sport Boys Warnes | Todas      | Néstor Clausen                   |
| The Strongest     | Todas      | Eduardo Villegas                 |
| Universitario     | Todas      | Javier Vega                      |
| Wilstermann       | 1.ª a 11.ª | Manolo Alfaro                    |
| Wilstermann       | 12.ª a 22ª | Marcelo Carballo                 |

### Cambio de entrenadores

#### Torneo Apertura
| Equipo            | Pos. | Entrenador Saliente    | Último Partido                  | Fecha | Entrenador Sucesor               | Fecha Debut |
| ----------------- | ---- | ---------------------- | ------------------------------- | ----- | -------------------------------- | ----------- |
| Blooming          | 10   | Víctor Hugo Andrada    | Nal. Potosí 2 - 0 Blooming      | 6.ª   | Gustavo Díaz                     | 7.ª         |
| Guabirá           | 9    | Claudio Chacior        | Sport Boys 0 - 2 Guabirá        | 6.ª   | Fernando Quiroz                  | 7.ª         |
| Aurora            | 12   | Víctor Hugo Antelo     | Aurora 0 - 0 Bolívar            | 8.ª   | Sergio Apaza                     | 10.ª        |
| Guabirá           | 10   | Fernando Quiroz        | Guabirá 0 - 0 Aurora            | 9.ª   | David De La Torre                | 10.ª        |
| Real Potosí       | 10   | Víctor Zwenger         | R. Potosí 0 - 1 Universitario   | 15.ª  | Mauricio Soria                   | 11.ª        |
| Aurora            | 12   | Sergio Apaza           | Aurora 0 - 1 Blooming           | 11.ª  | Víctor Cano                      | 12.ª        |
| San José          | 3    | Marcos Ferrufino       | San José 2 - 1 Blooming         | 12.ª  | Juan Carlos Paz García           | 14.ª        |
| Oriente Petrolero | 8    | Roberto Pompei         | Oriente Petrolero 1 - 0 Bolívar | 15.ª  | Marco Antonio Barrero (Interino) | 16.ª        |
| Aurora            | 12   | Víctor Cano            | Real Potosí 4 - 1 Aurora        | 17.ª  | Jairo Torrico (Interino)         | 18.ª        |
| Nacional Potosí   | 5    | Julio César Baldivieso | Nal. Potosí 2 - 1 Wilstermann   | 18.ª  | Mario Rolando Ortega             | 20.ª        |
| Wilstermann       | 4    | Néstor Clausen         | Nal. Potosí 2 - 1 Wilstermann   | 18.ª  | Marcelo Carballo (Interino)      | 19.ª        |
| Sport Boys Warnes | 10   | Edgardo Malvestiti     | Sport Boys 1 - 2 The Strongest  | 18.ª  | Hilda Ordóñez (Interina)         | 20.ª        |
| San José          | 3    | Juan Carlos Paz García | San José 0 - 3 Bolívar          | 20.ª  | Teodoro Cárdenas (Interino)      | 21ª         |

#### Receso Apertura-Clausura
| Equipo            | Entrenador Saliente   | Entrenador Sucesor     |
| ----------------- | --------------------- | ---------------------- |
| Sport Boys Warnes | Hilda Ordóñez         | Néstor Clausen         |
| San José          | Teodoro Cárdenas      | Julio César Baldivieso |
| Wilstermann       | Marcelo Carballo      | Manolo Alfaro          |
| Real Potosí       | Mauricio Soria        | Marco Antonio Sandy    |
| Oriente Petrolero | David Avilés          | Tabaré Silva           |
| Aurora            | Jairo Torrico         | Miguel Zazhu           |
| Bolívar           | Miguel Ángel Portugal | Vladimir Soria         |

#### Torneo Clausura
| Equipo            | Pos. | Entrenador Saliente  | Último Partido                        | Fecha | Entrenador Sucesor               | Fecha Debut |
| ----------------- | ---- | -------------------- | ------------------------------------- | ----- | -------------------------------- | ----------- |
| Nacional Potosí   | 12   | Mario Rolando Ortega | The Strongest 1 - 0 Nacional Potosí   | 6.ª   | Marcos Ferrufino                 | 7.ª         |
| Real Potosí       | 3    | Marco Antonio Sandy  | Bolívar 1 - 3 Real Potosí             | 7.ª   | Alberto Illanes                  | 8.ª         |
| Bolívar           | 8    | Vladimir Soria       | Bolívar 3 - 0 Aurora                  | 8.ª   | Xavier Azkargorta                | 10.ª        |
| Guabirá           | 10   | David De La Torre    | Guabirá 3 - 4 San José                | 11.ª  | Álvaro Peña                      | 12.ª        |
| Wilstermann       | 11   | Manolo Alfaro        | Wilstermann 0 - 2 Real Potosí         | 11.ª  | Marcelo Carballo                 | 12.ª        |
| Blooming          | 10   | Gustavo Díaz         | Blooming 0 - 1 Bolívar                | 12.ª  | Mauricio Soria                   | 14.ª        |
| Real Potosí       | 4    | Alberto Illanes      | Real Potosí 1 - 2 San José            | 13.ª  | Víctor Hugo Andrada              | 14.ª        |
| Oriente Petrolero | 7    | Tabaré Silva         | The Strongest 2 - 0 Oriente Petrolero | 16.ª  | Marco Antonio Barrero (Interino) | 17.ª        |